# Schummel Hummel
Schummel Hummel ist ein Kartenspiel, das 2017 bei Drei Magier Spiele erschienen ist. Entwickelt wurde das Spiel von Emely und Lukas Brand, den Kindern des Spieleautorenpaares Inka und Markus Brand. Es baut auf dem ebenfalls von diesen entwickelten Kartenspiel Mogel Motte auf, unterscheidet sich davon jedoch durch einen anderen Spielmechanismus.

## Spielweise
Das Spiel Schummel Hummel baut auf dem Kartenspiel Mogel Motte und entspricht in seiner Grundspielweise verschiedenen Ablagespielen wie Mau Mau oder Uno, bei denen das Ziel darin besteht, die Karten der eigenen Kartenhand vollständig auf einen Ablagestapel zu bringen. Wie bei dem Vorgänger ist die Besonderheit bei Schummel Hummel, dass das Mogeln im Spiel ausdrücklich vorgesehen ist. Das Spielmaterial besteht aus einem Kartendeck mit insgesamt 82 Karten. Von diesen sind 38 Blumenkarten ohne Insektenabbildung, 10 Schummel-Hummeln und 34 Aktionskarten (7 Spinnen und 5 Spinnennetze, 6 Wespen, 4 Bestäuber-Bienen, eine Blütenstaubkarte, 5 Schmetterlinge, 5 Grashüpfer) sowie ein Wächter-Wurm. Alle Karten mit Ausnahme der Blütenstaubkarte besitzen an den vier Ecken jeweils eine Blütendarstellung.

### Spielablauf
Zum Beginn des Spiels werden die 5 Grashüpfer, die Blütenstaubkarte und der Wächter-Wurm aussortiert. Einer der Spieler bekommt den Wächter-Wurm und legt ihn mit der Seite ohne Fernrohr nach oben vor sich ab. Jeweils zwischen zwei Spielern wird ein Grashüpfer offen ausgelegt und die restlichen kommen aus dem Spiel. Die Blütenstaubkarte kommt in die Tischmitte. Alle anderen Karten werden gemischt und jeder Mitspieler erhält verdeckt acht Handkarten, die restlichen Karten werden als verdeckter Stapel in die Spielmitte gelegt. Die oberste Karte wird abgenommen und offen neben den Stapel gelegt. Ist es eine Aktionskarte, zählen von ihr nur die Blütendarstellungen.
Beginnend mit dem Startspieler, der den Wächter-Wurm hat, können die Spieler nun reihum einzelne Karten auf den Ablagestapel legen. Dabei muss die abgelegte Karte immer jeweils in einer Farbe ihrer Blütendarstellung mit einer der Farben der ausliegenden Blüten übereinstimmen. Kann ein Spieler keine passende Karte ablegen, muss er eine Karte vom Nachziehstapel ziehen, darf dann aber keine Karte mehr ablegen. Ist der Nachziehstapel leer, wird der Ablagestapel gemischt und als neuer Nachziehstapel abgelegt. Während des gesamten Spiels ist es allen Spielern mit Ausnahme des Spielers mit dem Wächter-Wurm erlaubt, zu mogeln und dabei möglichst unauffällig Karten verschwinden zu lassen. Die Kartenhand muss allerdings grundsätzlich über den Tisch gehalten werden und es darf immer nur eine einzelne Karte weggemogelt werden. Die letzte Handkarte darf nie weggemogelt werden. Wenn ein Spieler beim Mogeln erwischt wurde, darf in der Zeit der Klärung nicht gemogelt werden.
Die Aufgabe des Spielers mit dem Wächter-Wurm ist es, andere Mitspieler zu beobachten und beim Mogeln zu erwischen. Erwischt er einen Mitspieler beim Mogeln, ruft er laut „Erwischt!“ und es wird geklärt, ob dieser Spieler tatsächlich gerade gemogelt hat. Ist es der Fall, muss der Spieler die Karte, die er wegmogeln wollte, wieder auf die Hand nehmen und bekommt vom Wächter eine von dessen Handkarten zusätzlich, zudem erhält er den Wächter-Wurm und ist der neue Wächter. Wird ein Spieler zu Unrecht beschuldigt, muss der Wächter eine Strafkarte vom Nachziehstapel ziehen und bleibt Wächter. Die Karten mit der Schummel Hummel dürfen nie an andere Spieler weitergegeben werden und nur der jeweilige Spieler mit dem Wächter-Wurm darf sie auf den Ablagestapel legen; um sie loszuwerden, müssen alle anderen Spieler mogeln.
Im Spiel gibt es mehrere Aktionskarten mit unterschiedlichen Motiven sowie insgesamt zehn Karten mit einer Schummel-Hummel. Die Aktionskarten werden normal ausgespielt, haben dann jedoch unterschiedliche Funktionen:
| Karte                  | Funktion |
| ---------------------- | --- |
| Schummel-Hummel        | Kann nicht abgelegt und auch nicht verschenkt werden und zählt am Ende des Spiels 10 Minuspunkte, man sollte sie also schnell wegmogeln. Nur der Spieler mit dem Wächter-Wurm kann eine Schummel-Hummel auf den Ablagestapel spielen. |
| Wespen                 | Es gibt jeweils drei Wespen mit und drei ohne Stachel. Wird eine Wespe ohne Stachel auf die Ablage gelegt, müssen alle Mitspieler außer dem Ausspieler möglichst schnell auf die Karte schlagen. Der langsamste Spieler erhält von allen anderen jeweils eine Karte geschenkt. Handelt es sich um eine Wespe mit Stachel, erhält der erste, dar darauf schlägt, von allen anderen Spielern je eine Karte.               |
| Spinne und Spinnennetz | Das Spinnennetz kann auf jede Karte gelegt werden. Legt ein Spieler ein Spinnennetz aus, muss der nächste Spieler eine Spinne legen oder eine Karte ziehen; danach ist der nächste Spieler dran. Dies wird solange durchgeführt, bis ein Spieler eine Spinne legen kann. |
| Schmetterling          | Wenn ein Spieler einen Schmetterling spielt, darf er einen Mitspieler bestimmen, der eine zufällige Karte aus seiner Hand ziehen und behalten muss. Dabei darf es sich auch um eine Schummel-Hummel handeln. |
| Bestäuber-Biene        | Wenn ein Spieler eine Bestäuber-Biene legt, ruft er dabei „Bestäubung“ und nimmt die in der Mitte liegende Blüstenstaubkarte an sich. Er versucht, innerhalb der nächsten drei Sekunden einen Mitspieler mit der Karte anzuwerfen. Der abgeworfene Spieler muss zwei Karten vom Nachziehstapel ziehen. Wird kein Spieler getroffen, geht das Spiel normal weiter. Während der Bestäubung darf nicht geschummelt werden. |
| Grashüpfer             | Die Grashüpfer-Karten liegen jeweils zwischen zwei Spielern und diese müssen jeweils aufpassen, dass ihnen die Karte nicht gestohlen wird. Wird sie vom Nachbarn gestohlen, hat der bestohlene Spieler Zeit, dies zu reklamieren, bis die nächste Karte gespielt wird. Wird der Diebstahl nicht bemerkt, muss der bestohlene Spieler zwei Karten nachziehen.                                                            |

Das Spiel endet, wenn ein Spieler keine Karten mehr auf der Hand hat und seine letzte Karte auf den Ablagestapel ablegen konnte. Dieser Spieler hat die Runde gewonnen, bei allen anderen Spielern werden die Minuspunkte anhand der Handkarten ausgewertet. Jede Blumenkarte zählt dabei einen Minuspunkt, Aktionskarten zählen 5 Minuspunkte und eine Schummel-Hummel 10 Minuspunkte. In der nächsten Runde wird der Spieler neben dem Startspieler der letzten Runde neuer Startspieler.

## Ausgaben und Rezeption
Das Kartenspiel Schummel Hummel wurde von Emely und Lukas Brand auf der Basis der Mogel Motte entwickelt und bei Drei Magier Spiele, der Kinderspiel-Marke des Verlags Schmidt Spiele, 2017 zu den Internationalen Spieletagen veröffentlicht. Die Karten- und Spielgestaltung stammt von dem Spieleillustratoren Rolf Vogt. Es erschien in einer multilingualen Version auf Deutsch, Englisch, Französisch, und Italienisch. Für 2018 wurde eine französische Ausgabe unter dem Namen Dard Dard angekündigt.

## Belege
1. 1 2 3 4 5 6 7  Offizielle Spielregeln für Schummel Hummel
2. ↑  Versionen von Schummel Hummel in der Datenbank BoardGameGeek; abgerufen am 3. März 2017.